# Valeria Koblova
Valeria Koblova est une lutteuse russe née le 9 octobre 1992 à Iegorievsk. Elle a remporté la médaille d'argent en moins de 58 kg aux Jeux olympiques d'été de 2016 à Rio de Janeiro.